# 唄啓のこれは得だすお聞きやす
唄啓のこれは得だすお聞きやす（うたけいのこれはとくだすおききやす）は、CBCラジオで1984年1月2日～1994年7月29日）の月曜日～金曜日に放送されていたミニ番組である。

## 歴史
当番組は中田ダイマル・ラケットがパーソナリティを務めた『ダイマル・ラケットのみんなの歌謡曲』（1967年1月9日 - 1982年9月10日放送）の流れを受けたインフォマーシャル番組で『シンマとミミの歌謡ドライブ』（1982年9月13日-1983年12月30日放送）の後番組として、鳳啓助・京唄子がパーソナリティを務めた。1984年1月2日より放送開始。
番組内容はそれまでの番組と同様に歌謡曲が1曲掛かる合間に、主に三河地区の企業のCMを2人が掛け合い漫才で鳳啓助のボケと京唄子の鋭いツッコミを聴くことが出来た。CMの合間のジングルはコントのオチのようなSEに変更した。
開始当初は『ばつぐんジョッキー』に続いて、毎週月曜 - 金曜 15:40 - 16:00に放送。その後は平日帯 夕方ワイド番組の箱番組となり、番組の放送枠は縮小した。
パーソナリティの鳳啓助は病気による療養が晩年は度々あったが、当番組はCMのパートは録り貯めしていたものを使用。曲紹介の部分は京唄子のみが出演して、復帰までの急場を凌いでいた。
1994年、鳳啓助がリンパ節の癌によって長期療養を余儀なくされ、番組を降板。暫くは京唄子がパーソナリティを単独で務め、『これは得だすお聞きやす』に番組タイトルを変更して放送を続けたが、1994年7月29日をもって番組を終了。10年7ヶ月の歴史に幕を下ろした。鳳啓助は番組終了直後の同年8月8日に死去した。

## 番組テーマ曲
『これは得だすお聞きやす』は「街角トワイライト」（シャネルズ）のインストルメンタルが使用されていた。